# Кабраль, Ариэль
Алеха́ндро Ариэ́ль Кабра́ль (исп. Alejandro Ariel Cabral; род. 11 сентября 1987, Буэнос-Айрес) — аргентинский футболист, полузащитник клуба «Расинг» (Монтевидео).

## Биография

### Клубная карьера
Кабраль начал свою профессиональную карьеру в 2007 году в аргентинском клубе «Велес Сарсфилд». В её составе он дважды побеждал в чемпионате Аргентины. На сегодняшний день он всё также играет за эту команду.
В сезоне 2010/11 Кабраль перешёл в польскую «Легию», с которой стал обладателем Кубка Польши. С августа 2015 года Кабраль выступал за бразильский «Крузейро». Вместе с «Крузейро» Кабраль выиграл два чемпионата штата Минас-Жерайс в 2018 и 2019 годах, и два Кубка Бразилии в 2017 и 2018 годах. В 2019 году в клубе начался серьёзный финансовый кризис, и команда впервые в своей истории вылетела в Серию B. В 2020 году аргентинец на правах аренды перешёл в «Гояс».
В 2021 году Кабраль вернулся в Белу-Оризонти и в ноябре обявил о том, что не станет продлевать контракт с «лисами». Всего Ариэль Кабраль провёл 200 матчей (196 официальных) и забил четыре гола за «Крузейро». Он занимает первое место в истории клуба по количеству сыгранных матчей среди легионеров.

### Карьера в сборной
До начала выступления в составе национальной сборной Аргентины Кабраль играл в молодёжной сборной. С ней в 2007 году он выиграл молодёжный чемпионат мира по футболу.
В 2011 году он впервые сыграл в составе основной сборной Аргентины в товарищеском матче против сборной Нигерии. После этого он провёл ещё один матч сборной Польши, который является его последним выступлением за сборную.

## Титулы и достижения
- Чемпион Аргентины (3): Кл. 2009, Ин. 2012, Суперчемпион 2012/13
- Обладатель Суперкубка Аргентины (1): 2013
- Чемпион штата Минас-Жерайс (2): 2018, 2019
- Чемпион Кубка Бразилии (2): 2017, 2018
- Обладатель Кубка Польши (1): 2010/11
- Чемпион мира среди молодёжи (1): 2007